# Ramin Guluzade
 (novembre 2020).
Ramin Namik oghlu Guluzade (en azéri : Ramin Namiq oğlu Quluzadə), né le 1er février 1977 à Bakou en Azerbaïdjan, est un homme politique azerbaïdjanais, ministre des transports, des communications et des technologies de l'Azerbaïdjan.

## Biographie

### Jeunesse
Ramin Guluzade est né le 1er février 1977 à Bakou. Après avoir terminé l’école secondaire en 1993, il entre à l'Université d'État d'économie d'Azerbaïdjan. En 1997, il obtient son diplôme et en 1999 le diplôme de master. Il est marié et père de deux enfants.

### Parcours professionnel
De 2005 à 2015, Ramin Guluzade travaille dans la Fondation Heydar Aliyev (dirigée par l'épouse du président, Mehriban Aliyeva).
En 2015-2016, il est nommé Premier Vice-Ministre des Communications et des Hautes Technologies de la République d'Azerbaïdjan par l'Ordre du Président de la République d'Azerbaïdjan.
En 2016-2017, il est nommé Ministre des Communications et des Hautes Technologies de la République d'Azerbaïdjan par l'Ordre du Président de la République d'Azerbaïdjan.
Le 13 février 2017 le President Ilham Aliyev signe un arrêté pour unir le ministère des Communications et des Hautes Technologies avec le ministère des Transports en un seul ministère des Transports, des Communications et des Hautes Technologies, ainsi que la nomination de Ramin Guluzade à la tête du nouveau ministère.

### Activité
Ramin Guluzade devient membre de la nouvelle composition de la commission intergouvernementale mixte sur la coopération économique entre l'Azerbaïdjan et la Géorgie, approuvée par le président en août 2017.
Depuis 2019, il est l'un des membres de la Commission du prix Heydar Aliyev (Président de la Commission - Ilham Aliyev).

## Décorations
En 2014, la médaille « Progrès » pour son travail efficace dans la protection et la promotion de l'héritage de Heydar Aliyev.